# Бендорф (Шлезвіг-Гольштейн)
Бендорф (нім. Bendorf) — громада в Німеччині, розташована в землі Шлезвіг-Гольштейн. Входить до складу району Рендсбург-Екернферде. Складова частина об'єднання громад Міттельгольштайн.
Площа — 20,58 км2. Населення становить 428 ос. (станом на 31 грудня 2020).